# Sibi (Berg)
Der Sibi ist ein Berg im osttimoresischen Verwaltungsamt Lolotoe (Gemeinde Bobonaro). Er befindet sich im Zentrum des Sucos Opa, im Norden der Aldeia Raimea. Er hat eine Höhe von 976 m.
Der Bergrücken des Tulo (1285 m) umrahmt den Sibi im Westen und Norden. Südlich liegt der Gubulba (906 m) und zwischen den beiden Bergen der Ort Lolotoe, der Hauptort des Verwaltungsamtes. Südwestlich des Sibi befindet sich Lolotoes Vorort Mokou und östlich, im Suco Lupal, das Dorf Ames.